# 2016년 뉴욕 영화 비평가 협회상
제82회 뉴욕 영화 비평가 협회상은 2016년 12월 1일에 열린 시상식이다.

## 수상 및 후보

### 작품상
- 라라랜드 - 데이미언 셔젤 수상

### 감독상
- 문라이트 - 배리 젠킨스 수상

### 각본상
- 맨체스터 바이 더 씨 - 케네스 로너건 수상

### 여우주연상
- 엘르 - 이자벨 위페르 수상
- 다가오는 것들 - 이자벨 위페르 수상

### 남우주연상
- 맨체스터 바이 더 씨 - 케이시 애플렉 수상

### 여우조연상
- 맨체스터 바이 더 씨 - 미셸 윌리엄스 수상
- 서튼 위민 - 미셸 윌리엄스 수상

### 남우조연상
- 문라이트 - 마허샬라 알리 수상

### 촬영상
- 문라이트 - 제임스 렉스톤 수상

### 애니메이션상
- 주토피아 - 바이론 하워드 외 1명 수상

### 다큐멘터리상
- O.J.: 메이드 인 아메리카 - 에즈라 에델만 수상

### 외국영화상
- 토니 에드만 - 마렌 아데 수상

### 신인작품상
- 디 엣지 오브 세븐틴 - 켈리 프레몬 수상

### 신인감독상
- 크리샤 - 트레이 에드워드 슐츠 수상

### 특별상
- 도터 오브 더 더스트 - 셀마 슈메이커 외 1명 수상